# انتحار الأسماك
يشير المصطلح انتحار الاسماك أو قتل الأسماك إلى وجود تموت موضعي لمجموعات الأسماك التي قد تترافق أيضًا مع وفيات أكثر تعميماً للحياة المائية. السبب الأكثر شيوعًا هو نقص الأكسجين في الماء، والذي قد يكون نتيجة عوامل مثل الجفاف أو أزهار الطحالب أو الزيادة السكانية أو الزيادة المستمرة في درجة حرارة الماء. الأمراض المعدية والطفيليات يمكن أن تؤدي أيضا إلى قتل الأسماك. التسمم سبب حقيقي ولكنه أقل شيوعًا في قتل الأسماك.
وغالبا ما تكون عمليات قتل الأسماك هي أول علامات مرئية للإجهاد البيئي، وعادة ما يتم التحقيق فيها على سبيل الإلحاح من جانب الوكالات البيئية لتحديد سبب القتل. العديد من أنواع الأسماك لديها تحمّل منخفض نسبياً للتغيرات في الظروف البيئية وموتها غالباً ما يكون مؤشراً قوياً للمشاكل في بيئتها التي قد تؤثر على الحيوانات والنباتات الأخرى وقد يكون لها تأثير مباشر على الاستخدامات الأخرى للمياه مثل إنتاج مياه الشرب. قد تؤثر أحداث التلوث على أنواع الأسماك وطبقات عمر الأسماك بطرق مختلفة. إذا كان هناك قتل سمكي مرتبط بالبرد، فإن الأسماك الصغيرة أو الأنواع التي لا تتحمل البرد يمكن أن تتأثر بشكل انتقائي. إذا كان التسمم هو السبب، فإن الأنواع التي ستتأثر بشكل عام أكثر، وقد يشمل الحدث البرمائيات والمحار أيضا. إن انخفاض الأكسجين الذائب قد يؤثر على العينات الأكبر من الأسماك الأصغر لأنها قد تكون قادرة على الوصول إلى الماء الغني بالأكسجين على السطح، على الأقل لفترة قصيرة.

## الأسباب
قد ينتج عن قتل الأسماك مجموعة متنوعة من الأسباب. من الأسباب المعروفة، تحدث معظم حالات قتل الأسماك بسبب التلوث الناجم عن الجريان السطحي الزراعي أو السموم البيولوجية. نقص الأكسجين البيئي (استنزاف الأوكسجين) هو أحد الأسباب الطبيعية الأكثر شيوعا لقتل الأسماك. قد يتم جلب حدث نقص الأكسجين من خلال عوامل مثل تزهر الطحالب والجفاف ودرجات الحرارة العالية والتلوث الحراري. قد تحدث حالات قتل الأسماك أيضًا بسبب وجود المرض، أو الجريان السطحي الزراعي، أو الصرف الصحي، أو تسرب النفط أو النفايات الخطرة، أو المياه العادمة الناتجة عن التكسير الهيدروليكي، أو الزلازل البحرية، أو إعادة تخزين الأسماك بطريقة غير ملائمة، أو الصيد غير المشروع بالمواد الكيميائية، أو الانفجارات تحت الماء، أو الأحداث الكارثية الأخرى التي تزعج مجموعة مائية مستقرة بشكل طبيعي. بسبب صعوبة ونقص البروتوكول المعياري للتحقيق في قتل الأسماك، يتم اعتبار العديد من حالات قتل الأسماك بأنها سبب «غير معروف».

## نظرية حول انتحار الاسماك
الأسماك في المياه النقية تكون طبيعية الا إذا تغيرت خصائص الماء عليها فمثلًا المواد المتلوثة تذوب بالماء فيتلوث الماء على السمك مما يجبرها ع المخاطرة والقفز خارج الماء املا في البحث عن بقعة ماء خالية من التلوث البيئي لأن الاسماك في الماء الملوث قد تكون عرضة للهلاك وقيل أيضا أنها تقفز خارج الماء لكي تنتحر، لأنها تتعذب وهي في الماء الملوث فتقفز قاصدة الموت وترى الموت خيرا لها من العذاب بالماء الملوث.